# Raminta Popovienė

Raminta Popovienė (2024)

Raminta Popovienė (*  5. Mai 1970 in Zarasai) ist eine litauische sozialdemokratische Politikerin, Seimas-Mitglied, seit 2024 Bildungsministerin. Von 2023 bis 2024 war sie Vizebürgermeisterin der Rajongemeinde Kaunas.

## Leben
Nach dem Abitur 1988 an der Marytė-Melnikaitė-Mittelschule absolvierte Popovienė von 1988 bis 1994 das Diplomstudium als Musiklehrerin und Chordirigentin  sowie 1995 das Masterstudium der Musikedukologie an der Fakultät Klaipėda der Lietuvos muzikos akademija (LMA). 
Ab 1994 arbeitete sie an der LMA in Klaipėda, ab 1998 in Visaginas, ab 2000 in  Kaunas. 2011 wurde sie zum Rat der Rajongemeinde Kaunas gewählt. Von 2012 bis 2023 war sie Mitglied im Seimas. Dort war sie seit 2016 ist in ihrer zweiten Mitglied der Kommission für Suizid- und Gewaltprävention und der Migrationskommission sowie stellvertretende Vorsitzende des Kulturausschusses.
Seit Dezember 2024 leitet sie das Bildungsministerium Litauens im Kabinett Paluckas, geleitet von Gintautas Paluckas, ernannt von Gitanas Nausėda. 
Sie ist Mitglied der Lietuvos socialdemokratų partija.